# Kurevere (Martna)
Kurevere – wieś w Estonii, w prowincji Lääne, w gminie Martna.